# Marosvásárhely autóbusz-hálózata
Marosvásárhely autóbusz-hálózata a szocializmus idején alakult ki, amikor a városban elkezdődtek a lakónegyedek, illetve az Azomureș vegyipari kombinát építése. A város folyamatos terjeszkedése szükségszerűvé tette az útvonalak megtervezését és működtetetését. Jelenleg a városban csak autóbuszok biztosítják a tömegszállítást, pedig az 1980-as évek elején felvetődött a trolibusz- és villamoshálózat kialakításának ötlete, de a későbbiekben jelentkező súlyos gazdasági nehézségek lehetetlenné tették ezek megvalósítását. Az állandó üzemanyaghiány, illetve a térség gázlelőhelyeinek köszönhetően a városban rövid ideig ritkaságnak számító, földgázzal működő járművek bonyolították le a közszállítást. Jelenleg[mikor?] a Marosvásárhely területén történő tömegszállítást közel száz autóbusz látja el huszonnyolc útvonalon. A gépjárművek tárolására a Béga utcai garázsban kerül sor.

## Viszonylatok
A vonalak a tömegközlekedési eszközök számával:
| Szám | Útvonal                                                               |
| ---- | --------------------------------------------------------------------- |
| 1    | Meggyesfalva-Kövesdomb-Megyei Sürgősségi Kórház(SMURD)                |
| 2B   | Meggyesfalva-Főtér-Megyei Sürgősségi Kórház(SMURD)                    |
| 2E   | Meggyesfalva-Mátyás Király-Megyei Sürgösségi Kórház(SMURD)            |
| 3    | Közszállitási vállalat buszállomás-Remeteszeg                         |
| 4    | Kombinát-Egyesülés(Unirii)                                            |
| 6    | Meggyesfalva-Panov(Bulgárok t.)-Shopping City                         |
| 7    | Meggyesfalva-Megyei Sürgősségi Kórház(SMURD)-Kövesdomb                |
| 9    | Maurer-Shopping City                                                  |
| 10   | Egyesülés(Unirii)-Megyei Sürgősségi Kórház(SMURD)                     |
| 10B  | Marosbárdosi kereszteződés-ORL                                        |
| 11   | Egyesülés (Unirii)-Nagykórház(SMURD)                                  |
| 12   | Tudor-Egyesülés(Unirii)                                               |
| 14   | Kombinát-Kárpátok Sétánya                                             |
| 16   | Kombinát-Ady Endre                                                    |
| 17   | Kombinát-Tudor                                                        |
| 18   | Kombinát-Megyei Sürgősségi Kórház(SMURD)                              |
| 19   | Tudor-ORL-Megyei Sürgősségi Kórház(SMURD)                             |
| 20   | Tudor-November 7(22 Decembrie 1989)-Megyei Sürgősségi Kórház(SMURD)   |
| 21   | Március 8-Főtér                                                       |
| 22   | European Retail Park(Plaza M)-Shopping City                           |
| 23   | Közszállítási Vállalat Állomása(Bega)-Megyei Sürgősségi Kórház(SMURD) |
| 26   | Sapientia-Kárpátok Sétánya                                            |
| 27   | Sapientia-Megyei Sürgősségi Kórház(SMURD)                             |
| 30   | Tudor-Bolyai                                                          |
| 30B  | Belvedere-Megyei Sürgősségi Kórház(SMURD)                             |
| 32   | Shopping City-Unirii                                                  |
| 43   | Közszállítási Vállalat Állomása(Bega)-Tudor                           |
| 44   | Sapientia-Kombinát                                                    |

## Története
A szocializmus idején Marosvásárhely autóbusz-hálózatát az IJTL Mureș tartott fenn. A rendszerváltást követően a vállalat nevet váltott és RATCM néven folytatta a tevékenységét. A hatalmas vesztességek miatt kikényszerített strukturális változások után a helyi közlekedés biztosítása a Transport Local-hoz került. 2000-ben az addig néhány mikrobusz járatot működtető Transport local sa.négy Volvo autóbusz megvásárlása után 43-as jelzéssel, a Transport Local akkori 7-es vonalán párhuzamosan kezdte működtetni járatait. A konfliktusos helyzetet a két vállalat egyesülése oldotta meg.
A tömegközlekedést jelenleg a Transport local sa.biztosítja.

## Járművek
| Kép                                        | Típus                        | Forgalomban        |
| ------------------------------------------ | ---------------------------- | ------------------ |
|                                            | NAW Postbus                  |                    |
|                                            | DAC 117 UD                   | 1986 – 2006        |
|                                            | Mercedes O 305 G             | 2005 – 2020        |
|                                            | MAZ-103                      | 2007 – 2022        |
|                                            | Mercedes Intouro             | 2007 – 2020        |
|                                            | Roman Igero                  | 2007 – 2020        |
| Irisbus Arway autóbusz a Kornisa negyedben | Irisbus Arway                | 2008 – 2020        |
| Renault R312 autóbusz a Felsővárosban      | Renault R312                 | 2008 – 2018        |
|                                            | Iveco Crossway               | 2016 - napjainking |
| BMC Procity 12 a Főtéren                   | BMC Procity 12               | 2022 - napjainking |
| Solaris Urbino 12 a Kövesdomb aljában      | Solaris Urbino 12            | 2023 - napjainking |
|                                            | Granton-ZTE                  | 2024 - napjainking |
| Mercedes-Benz Conecto                      | Mercedes-Benz Conecto Hybrid | 2024 - napjainking |

## Képek

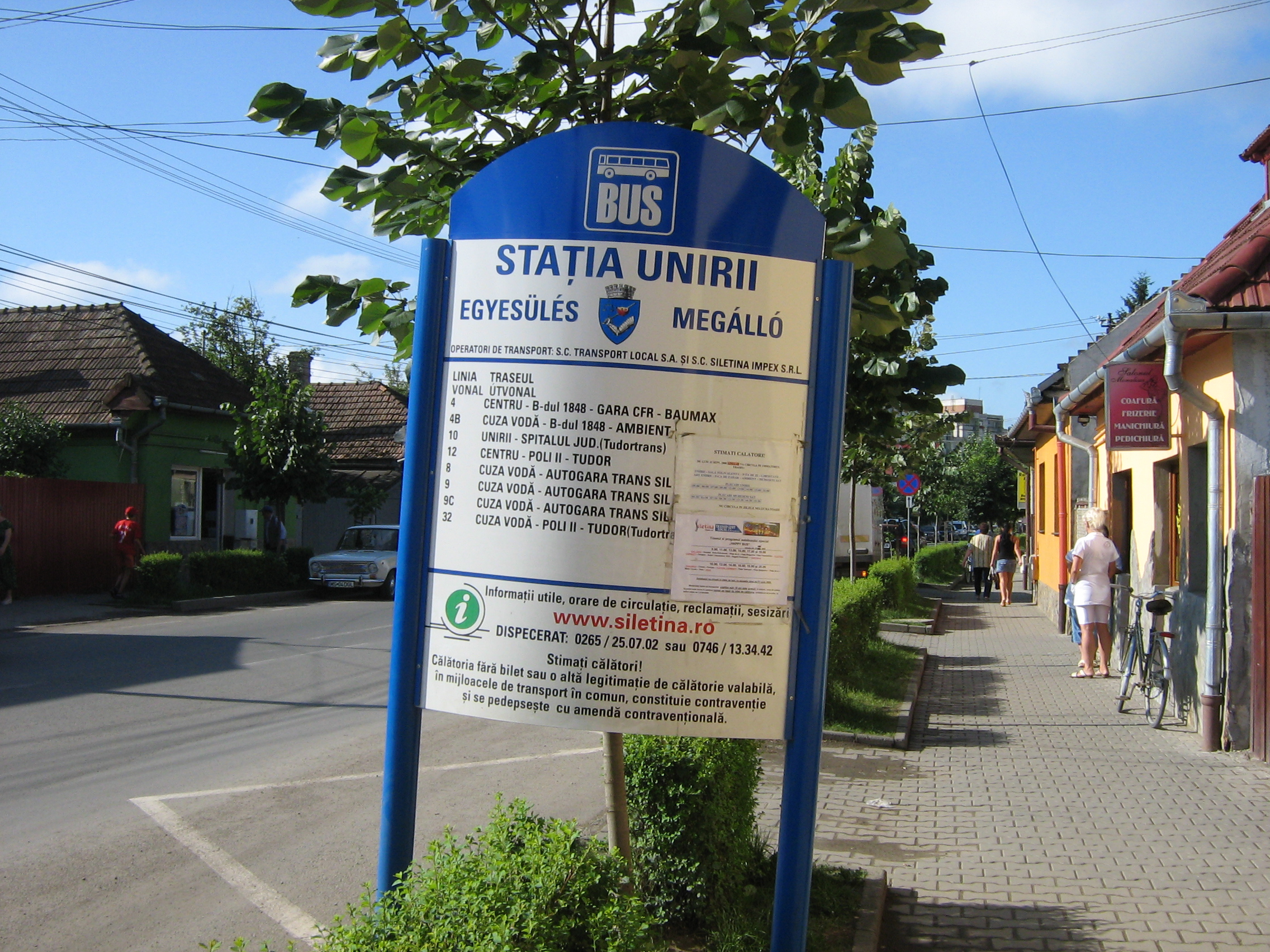
Megálló az Egyesülés negyedben
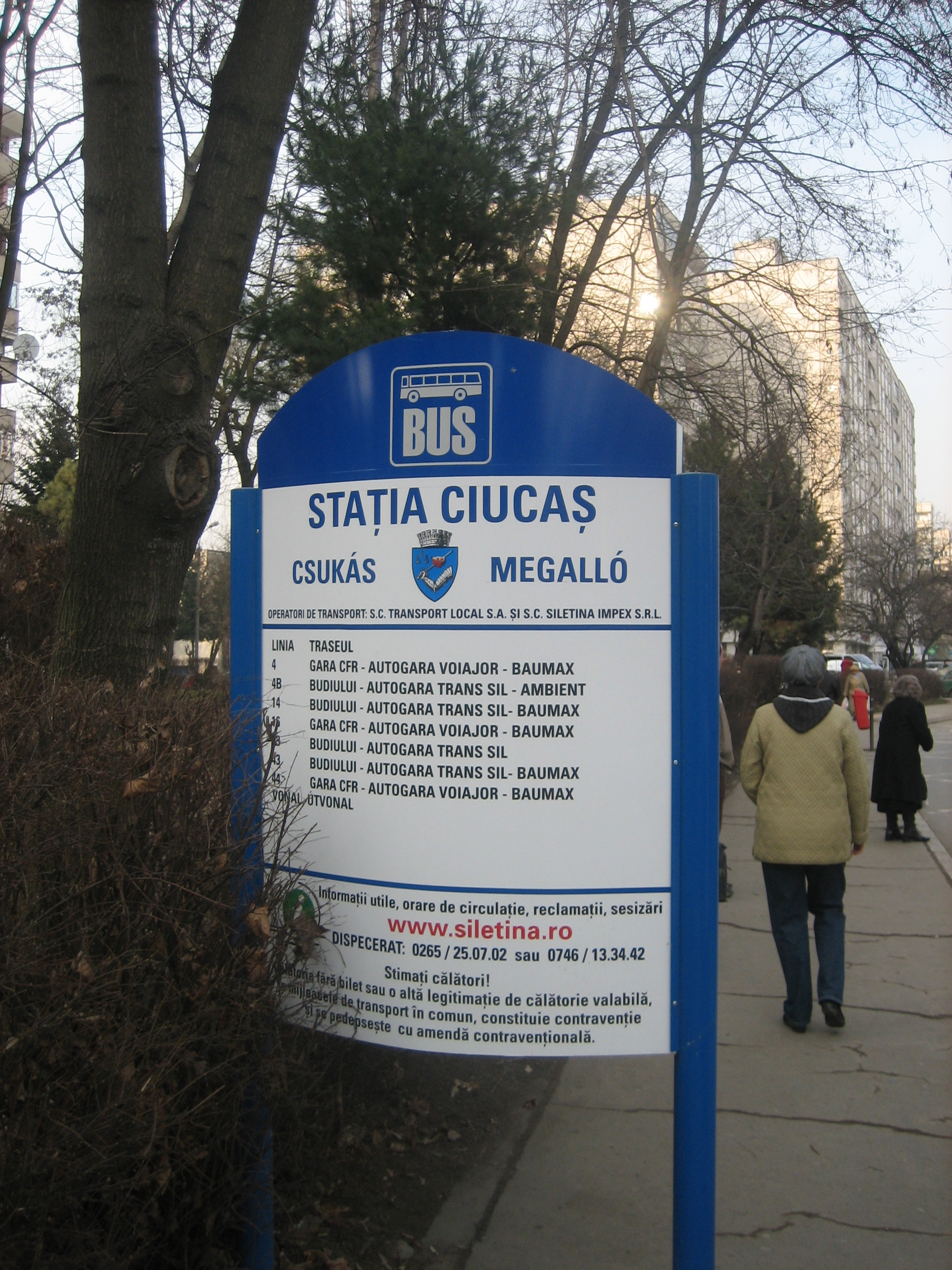
Megálló a Kövesdombon

## Külső hivatkozások
- Buszjáratok menetrendje – www.transportlocal.ro